# Перри, Си Джей
Кэтрин Джой «Си Джей» Перри (англ. Catherine Joy "CJ" Perry, род. 24 марта 1985, Гейнсвилл, Флорида) — американский рестлер, менеджер в рестлинге, актриса, танцовщица, модель и певица.
В настоящее время выступает в AEW. Также известна выступлением в WWE под именем Лана.

## Ранние годы
Кэтрин Джой Перри родилась 24 марта 1985 года в городе Гейнсвилл (штат Флорида, США). Имеет португальско-венесуэльское происхождение. Отец — христианский проповедник, в конце 1980-х в эпоху перестройки переехал с семьёй в СССР, в Ригу. Мать — в прошлом балерина. Кэтрин проживала с семьёй в Риге до своего 17-летия и занималась танцами, следуя по стопам матери. Она посещала Рижскую хореографическую школу при Латвийской национальной опере и танцевала в Латвийском национальном балете в возрасте 14 лет.
В возрасте 17 лет Перри вернулась в США, переехав в Нью-Йорк. Она танцевала в Американском театре Элвина Эйли, Балете Хиспанико, Танцевальном центре на Бродвее и Центре современного танца имени Марты Грэм. Училась в Университете штата Флорида, где занималась активно танцами и играла в университетском театре, желая почувствовать дух традиционного американского университета. Очень часто Кэтрин появлялась на матчах команды по американскому футболу «Флорида Стейт Семиноулз» в составе команды чирлидеров вместе с такими студентками, как Джен Стергер, Фабиола Ромеро и многими другими: эта команда поддержки всегда носила ковбойские костюмы, вызывая восторг у зрителей и получив прозвище «Ковбойши штата Флорида» (англ. Florida State Cowgirls). Общенациональная известность к этой группе поддержки пришла после того, как их упомянул телекомментатор Брент Масбаргер на матче «Флорида Стейт Семиноулз» — «Майами Харрикейнз» на телеканале ABC в сентябре 2005 года. Вскоре Перри начала карьеру фотомодели, снимаясь для календаря RIDGID и рекламируя энергетические напитки Matrix и Red Bull. После окончания университета она переехала в Лос-Анджелес, где начала работу в шоу-бизнесе.

## Музыкальная карьера
В 2009 году Перри под псевдонимом C.J. стала выступать в составе гёрлсбэнда «No Means Yes», подписав контракт с лейблом исполнителя Ни-Йо. В состав вошли также певицы Кэт (Kat), Ши (Shea) и Тану (Tanu). Группа выпустила сингл «Would You Like That» и записала ещё два — «7 Years Bad Luck» и «Burn Rubber» — после чего распалась в 2010 году. Позднее Перри рассказывала следующее о своём решении попасть в группу:

Моя подруга в колледже познакомила меня с человеком, который собирал группу. Честно говоря, я боялась петь и даже не знала, как следует выступать перед зрителями, поэтому спела «Jesus Loves Me». Я помню, как они говорили, что с моим голосом можно работать, поскольку у меня правильный взгляд, к тому же я ещё люблю брейкданс. Я так благодарна за опыт, полученный в тот день, поскольку я не думаю, что могла когда-либо получить роль в «Идеальном голосе», если бы не одолела свой страх открыть рот и запеть.
Оригинальный текст (англ.)A girlfriend of mine in college referred me to the man that was putting the group together. I honestly was so scared to sing and I didn't even know a song to sing at the audition so I sang "Jesus Loves Me." I remember them saying we can work with her tone because she has the right look and she is a model that break dances. I am so thankful to this day for that experience because I do not think I would have ever gotten the role in Pitch Perfect if I hadn't overcome my fear to open my mouth and sing.

Перри выступала танцовщицей на концертах таких исполнителей, как Кери Хилсон, Nelly, Пинк и Ашер, а в 2013 году снялась в клипе певицы Келли Джекл на кавер-версию песни Ain’t it Fun рок-группы Paramore.
В рамках своей актёрской карьеры Перри обучалась в школе The Groundlings под руководством Лесли Кана и Ларри Мосса. Она снималась в одной из серий телесериала «Игра» в 2011 году, сыграла роль в музыкальной комедии «Идеальный голос» в 2012 году и в одной из серий телесериала «Банши» в 2013 году. Снималась в телесериале I.C.I.R.U.S. в 2011 году, исполнив роль героини по имени Брит, а также роль одной из певиц в фильме «Идеальный голос 2» в 2014 году. В марте 2015 года было объявлено, что Перри начнёт вести новое шоу от WWE Studios Interrogation.

## Карьера в рестлинге

### WWE

#### Лана и Русев (2013—2015)

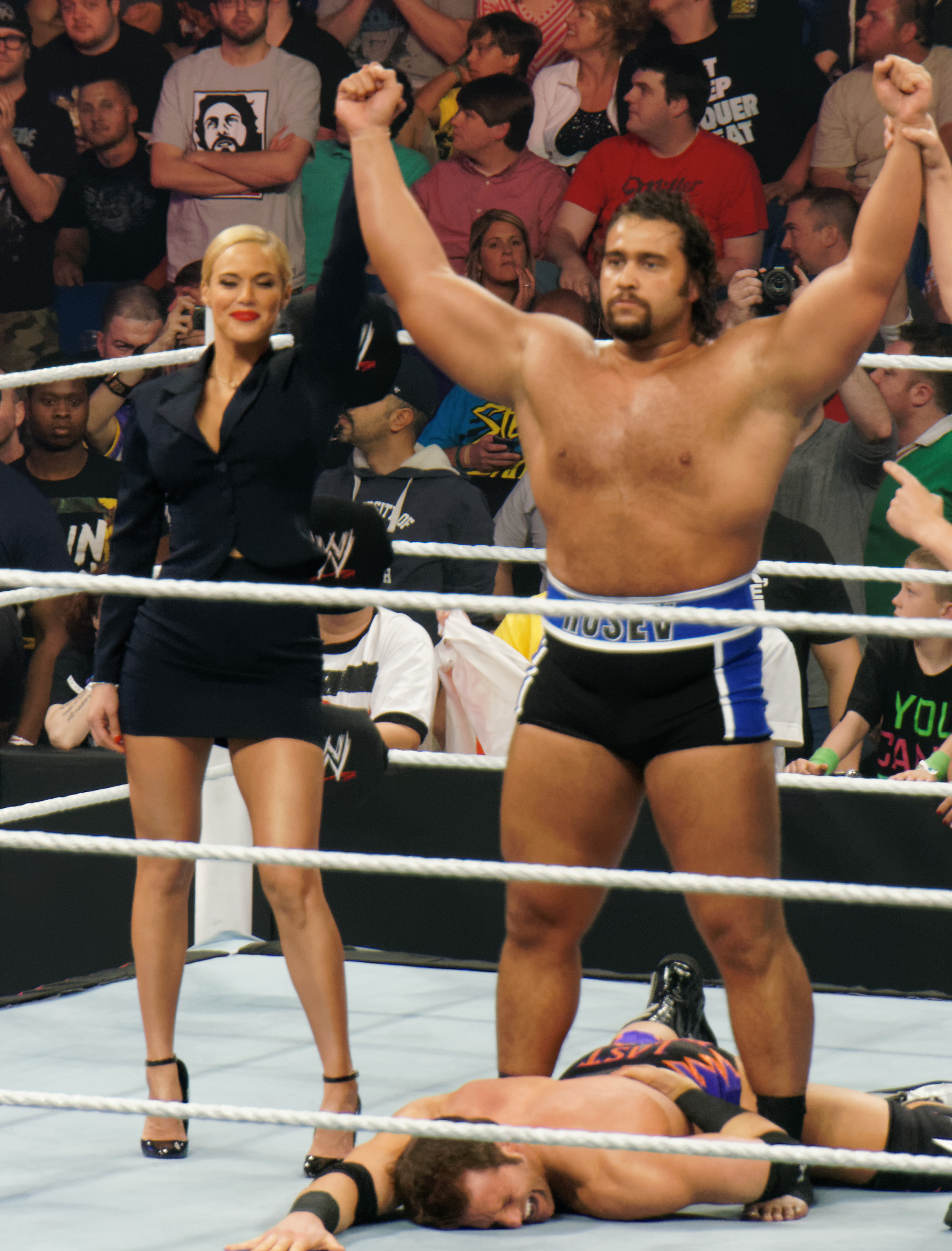
Лана и Русев 7 апреля 2014 года: Русев на Raw только что победил Зака Райдера

В июне 2013 года Перри подписала контракт с федерацией реслинга WWE, отправившись в их фарм-отделение WWE NXT. Её дебют состоялся 23 октября 2013 года: Перри под псевдонимом Лана стала скаутом, следя за поединком восходящей звезды реслинга Александра Русева против Си Джея Паркера. 6 ноября Лана стала «социальным послом» Русева, представ в образе выпускницы колледжа по специальностям «международные отношения» и «медиа-маркетинг» и начав говорить с нарочитым русским «голливудским акцентом» по-английски. Популярность Русева и Ланы росла настолько, что в декабре их стали сравнивать с Иваном и Людмилой Драго из фильма «Рокки 4». Позднее они появились на шоу NXT Arrival, где Русев напал на рестлеров Ксавье Вудса и Тайлера Бриза.
26 января 2014 года Русев дебютировал в основном составе WWE на шоу «Королевская битва», откуда вылетел третьим. Лана же дебютировала 31 января на шоу SmackDown. В следующие недели они появлялись в собственных промороликах. Первый матч Русев провёл 7 апреля 2014 года на Raw, победив Зака Райдера.
В начале мая Лана объявила о переезде Русева в Россию и о том, что все матчи Русева будут посвящаться «кумиру» Ланы — президенту России Владимиру Путину. Тем самым у Русева появился ярко выраженный американофобский и пророссийский гиммик. Неприязнь к паре Русев — Лана из-за поддержки Ланой Путина стала расти. За три дня до поединка Русева против Джека Сваггера в рамках шоу Battleground, 17 июля 2014 года разбился самолёт «Малайзийских Авиалиний» Boeing-777 (погибли 298 человек). В день поединка Лана спросила зрителей, специально ли они обвиняют в происходящих событиях в мире Россию, в ответ на что в адрес Русева и Ланы стали слышаться массовый свист и осуждающий гул. Зрители решили, что Лана открыто издевается над родственниками погибших, и стали специально злить Сваггера. Позднее в каждом поединке Лана стала язвительно высказываться в адрес руководства США и его внешней политики, вызывая ещё большую истерику у некоторых зрителей. Уже потом представитель WWE в интервью изданию TMZ заявил, что слова Ланы не имеют никакого отношения к авиакатастрофе и что история пары Русев — Лана является частью шоу WWE, после чего принёс извинения всем, кто не так понял речь Ланы. 3 ноября 2014 года Русев одолел Шеймуса в бою за титул чемпиона Соединённых Штатов WWE.

#### Разрыв с Русевым и встречи с Дольфом Зигглером (июнь-октябрь 2015)
22 февраля 2015 года после очередной «провокации» от Ланы состоялся бой между Русевым и Джоном Сина: Русев сенсационно одолел Сину после болевого захвата (хотя Сина к тому моменту временно потерял сознание). Однако на шоу Рестлмания 31 Сина взял реванш у Русева, а в ходе поединка Русев случайно столкнул Лану с ринга. 26 апреля 2015 во время очередного поединка Русева и Сины на шоу Extreme Rules Лана подбадривала толпу, и это привело к тому, что Русев лично выгнал её с ринга. 17 мая 2015 на шоу Payback в ещё одном поединке Сина опять одержал победу по правилам «I Quit» (проигравший должен был выкрикнуть фразу, чтобы прекратить бой), причём заветную фразу выкрикнула Лана, объяснив это тем, что Русев кричал на болгарском. Это взбесило Русева, и в итоге пара фактически распалась: окончательным поводом стал поцелуй Ланы с Дольфом Зигллером. О разрыве пары в рамках WWE (не в реальной жизни, а именно по сюжету Raw) стало окончательно ясно 29 июня, когда менеджером Русева стала Саммер Рэй.
Спустя неделю Русев напал на Зигглера, ударив его по горлу, и WWE объявила о том, что у Зигглера повреждена трахея. 17 августа Зигглер вернулся на Raw после скандала между Ланой, Рэй и Русевым, что вылилось в матч на SummerSlam 23 августа и завершилось в итоге обоюдной дисквалификацией по причине вмешательства Ланы и Рэй. Рэй решила сама соблазнить Зигглера, чтобы добиться его разрыва с Ланой, но история сама закончилась после того, как WWE объявил, что Лана сломала запястье на тренировке.

#### Возвращение к Русеву (2015—2016)
11 октября 2015 TMZ объявляет о том, что Русев сделал предложение руки и сердца Лане, и та согласилась. 30 ноября Лана вернулась уже в качестве «хила» на Raw вместе с Русевым.

#### Сольная карьера (2016-н.в.)
К сезону WrestleMania 32 Лана решила попробовать себя в качестве сольного исполнителя. Первой целью она выбрала сестёр Белла, и на протяжении месяца женский ростер разделялся на две половины (кроме Шарлотт, Бекки Линч и Саши Бенкс — они участвовали в матче за первое в истории женское чемпионство): команду total divas (фейсы) и BAD&BLOND (хилы), во вторую и входила Лана. В результате всё это вылилось в матч на пре-шоу WrestleMania 32, где Лана проявила себя наилучшим образом, но всё же её команда проиграла. Вскоре Лана получила травму, которая на несколько месяцев вывела первую русскую рестлершу в WWE из строя. После реабилитации Лана решила вернуться в качестве менеджера Русева на RAW.
Новая эпоха для Ланы началась со смены её музыкальной темы. На встряске суперзвёзд на втором Smackdown live после WrestleMania 33 было объявлено, что Лана (как и её супруг Русев) переходит с RAW, причём объявление было в виде ролика с её танцем. Примерно два месяца спустя, на Smackdown live датой 6 июня 2017, во время презентования женского чемоданчика Money in the bank, Лана вышла с просьбой добавить её в лестничный одноимённый матч, комиссар шоу Шейн отказал. Участницы матча тихо смеялись, Наоми в голос высмеяла просьбу Ланы, с аргументацией, что она даже никогда не имела сольного матча. Та в истерике покинула ринг, но позже вмешалась в командой женский матч 3 на 3, сбив с ног на опрон ринга чемпионку Наоми, которую и удержали. Позже тем же вечером вторая попросила матч на PPV Money in the bank, таким образом недолгое противостояние превратилось в незаслуженный, по мнению Шейна Макмена, титульный матч. Несмотря на то что Лана показывала себя с лучшей стороны и большую часть матча доминировала, в решающий момент вышла мисс Money in the Bank Кармелла, которая отвлекла Лану, и, как результат, она попалась в сабмишен от Наоми. В дебютном матче ей стать чемпионкой не удалось.
В матче-реванше за титул чемпионки SDLive Лане опять не удалось заполучить победу.
На Royal Rumble 2018 в первом матче такого типа среди женщин вышла под номером 13 и была элиминирована Мишель Маккол.
Первую официальную победу Лана заполучила на 5 эпизоде Mixed Match Challange в команде со своим мужем Русевым, удержав бывшую чемпионку Raw Бэйли (в команде с Элаясом). Матч был довольно стандартным в плане техники, но вполне эмоциональным — особенно сыграла роль тёплая поддержка обворожительной русской чантом «Lana is the best, Lana #1».
На выпуске RAW от 1 октября, в главном событие вечера состоялся матч Русева и Сета Роллинс за титул Чемпиона Вселенной WWE. В ходе поединка на рампе своё возвращение совершил Бобби Лэшли, а сразу же за ним Лана, после чего они несколько раз поцеловались в губы и взасос на глазах мужа Русева. На следующем еженедельном шоу RAW от 8 октября прямой эфир шоу начинается с того, что Рэнди Ортон и Король Корбин вдвоём избивают Русева в центре ринга. После ему удаётся устоять на ногах, но после этого на экране мы видим Бобби Лэшли. Он обращается к Русеву и говорит, что сейчас одет в одежду Русева, находится в его доме и ложится в кровать с его женой. Лана появляется под сексуальную музыку и говорит, что у них с болгарином больше нет ничего общего, даже совместных чековых счетов. Бобби Лэшли и Лана лежат в кровате и говорят, что в отличие от Русева, они весело проводят время. А на ринге Рэнди Ортон и Король Корбин смотрят на всё это и смеются с Русева. Болгарин в ярости выходит за пределы ринга и начинает избивать Корбина и Ортона.

## Личная жизнь
До брака Перри встречалась с бывшим футболистом, а ныне актёром Айзаей Мустафой.
Си Джей Перри замужем за коллегой по рингу Мирославом Барняшевым, пара проживает в Нашвилле (штат Теннесси, США). Владеет английским и русским языками: во время представления Русева на SmackDown 21 марта 2014 Лана специально начала речь по-русски.

## Фильмография

### Фильм
| Год  | Название                                 | Роль                     | Примечания                             |
| ---- | ---------------------------------------- | ------------------------ | -------------------------------------- |
| 2008 | Бенни Фьючер и Сумасшедший из Манчестера | Arabella                 |                                        |
| 2011 | Большие мамочки: Сын как отец            | Танцовщица               | В титрах не указана                    |
| 2011 | Биг Тайм Раш                             | Танцовщица               | Эпизод «Вперёд — на пляжную вечеринку» |
| 2012 | Идеальный голос                          | Певица «Бардовских Белл» |                                        |
| 2013 | Душа                                     | Алексис                  |                                        |
| 2015 | Идеальный голос 2                        | Певица «Бардовских Белл» |                                        |
| 2015 | Interrogation/ Допрос                    | Бэкки                    | Хакер ФБР                              |

### Телевидение
| Год       | Название                      | Роль        | Примечания                      |
| --------- | ----------------------------- | ----------- | ------------------------------- |
| 2008      | Сваха для миллионеров         | камео       | Серия «Tai and German»          |
| 2009      | Отчаянные домохозяйки Атланты | камео       | Серия «Better Tardy Than Never» |
| 2011      | Игра                          | Эшли        | Серия «A Very Special Episode»  |
| 2011      | The Fresh Beat Band           | Steguitarus | Серия «Veloci-Rap-Star»         |
| 2011-2012 | I.C.I.R.U.S.                  | Брит        | 7 серий                         |
| 2013      | Банши                         | Кристал     | Серия «Wicks»                   |
| 2015      | Total Divas                   | камео       | Серия «Tea Mode»                |

## Дискография

### Синглы
| Год  | Сингл               | Альбом      |
| ---- | ------------------- | ----------- |
| 2009 | Would You Like That | Вне альбома |

## В реслинге
- Прозвища
  - «The Mistress of Destruction»[7] (с англ. — «Повелительница разрушений»)
  - «The Ravishing Russian»[2][47] (с англ. — «Восхитительная русская»)
- Менеджер рестлеров:
  - Русев[7]
  - Дольф Зигглер[48]
- Тема выхода
  - «Внимание! (Attention!)» от CFO$ (с 14 апреля 2014)[49]
  - Ravishing от CFO$ (с 2017)

## Достижения
- Wrestling Observer Newsletter
  - Лучший гиммик (2014) с Русевым[50]